# The Childhood of Jack Harkaway
The Childhood of Jack Harkaway er en amerikansk stumfilm fra 1910.